# Глендора (Калифорния)
Глендора (англ. Glendora) — город в округе Лос-Анджелес, штат Калифорния, расположенный в 37 километрах к востоку от Лос-Анджелеса. По данным переписи 2000 года, население Глендоры составило 49 415 человек. По оценкам 2006 года, эта цифра увеличилась до 51 608. Город расположен в долине Сан-Габриэль и граничит с городами Азуса на западе и Сан-Димас на востоке. Глендора располагает собственными полицейскими силами, и уровень преступности в городе очень низок.

## История

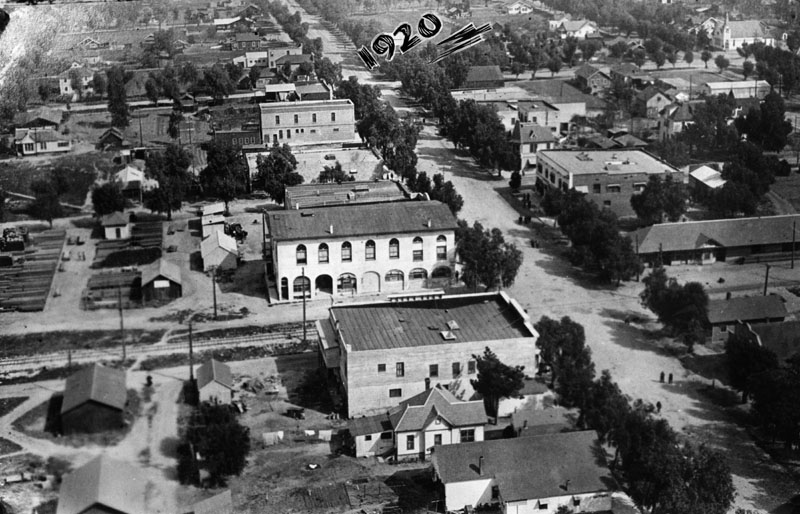
Город Глендора, 1920 год

Игнасио Паломарес получил в награду ранчо Сан-Хосе величиной 22 340 акров (90,4 км²) от губернатора Хуан Батисты Альварадо в 1837 году. Ранчо Сан-Хосе включало в себя нынешние территории городов Помона, Клермонт, Ла-Верн, Сан-Димас и Глендора.
Расположенная у подножия гор Сан-Габриэль, современная Глендора была основана 1 апреля 1887 года Джорджем Уиткомбом (1834—1914), который приехал в Калифорнию из Иллинойса в начале 1880-х годов. Уиткомб также был основателем фирмы Whitcomb Locomotive Works в Чикаго и города Рошель в штате Иллинойс. Он же и придумал название будущему городу путём объединения имени его жены Леадоры Беннетт Уиткомб (англ. Leadora Bennett Whitcomb) со словом «Глен» (англ. Glen), которое в переводе на русский язык означает «узкая горная долина» (именно в такой долине находился дом Уиткомба у подножия Сан-Габриэля). 13 ноября 1911 года Глендора получила статус города.

## География

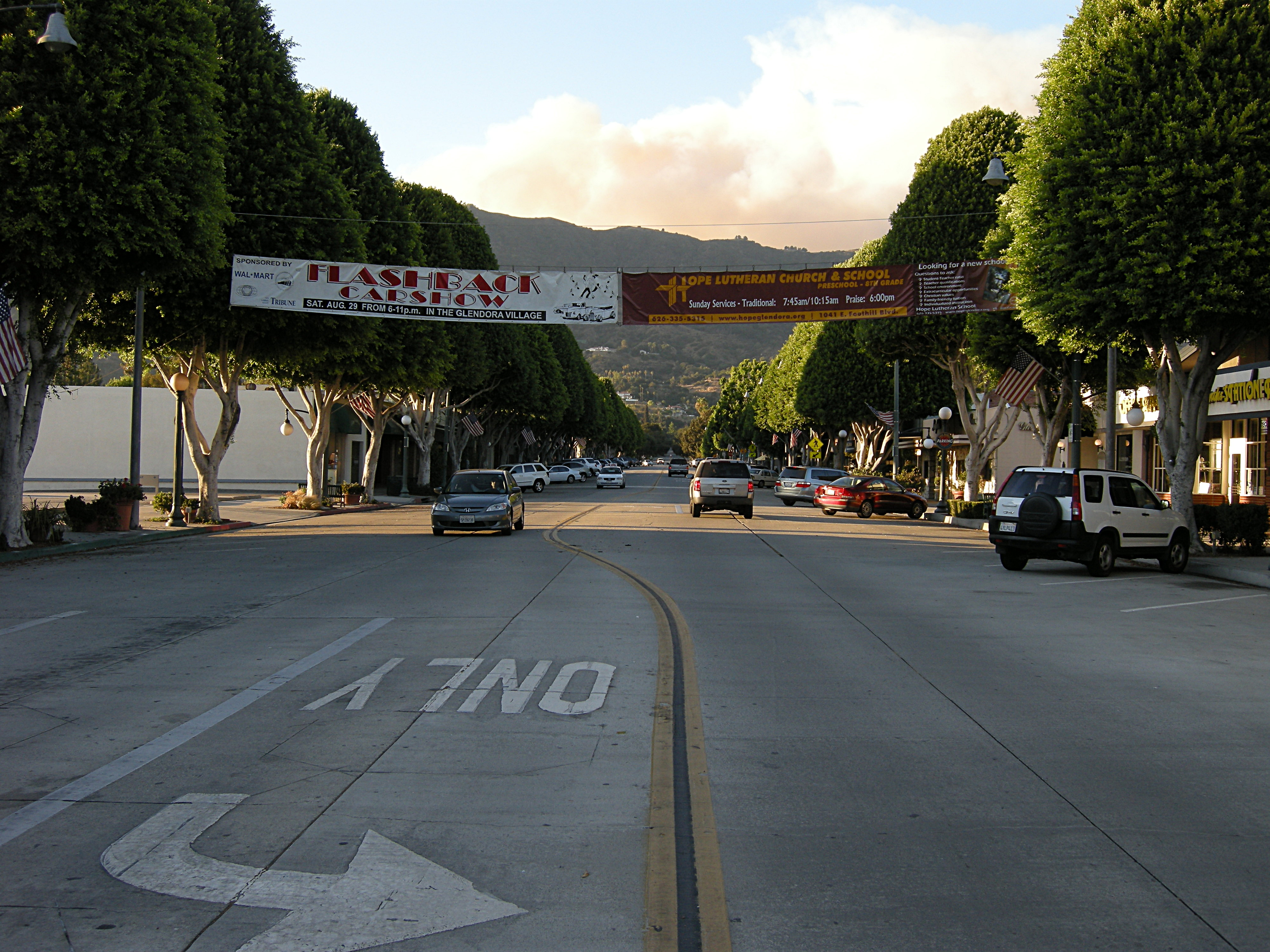
Даунтаун Глендоры на фоне дыма от природных пожаров в Калифорнии в 2009 году

Общая площадь города составляет 49,91 км² (49,58 км² земли; 0,33 км² воды). Высота центра населенного пункта — 236 метров над уровнем моря.
Глендора граничит с Азусой на западе и Сан-Димасом на востоке.

## Демография
Согласно данным Перепись населения США (2000)переписи 2000 года, население Глендоры равняется 49 415 человек. Плотность населения составляет 996,7 человек на км². Расовый состав таков: 80.3% белых, 6.2% азиатов, 1,5% афроамериканцев, 0,6% коренных американцев, 0.1% жителей тихоокеанских островов, 7.2% других рас.
Возрастной состав получился следующим: 27,6% — до 18 лет; 7,6% — от 18 до 24 лет; 29,1% — с 25 до 44 лет; 23,2% — от 45 до 64 лет; 12,5% — 65 лет и старше. Средний возраст составил 37 лет. На каждые 100 женщин приходится 93,2 мужчин. На каждые 100 женщин возрастом 18 лет и старше насчитывалось 89,6 мужчин.

## Города-побратимы
- Моока[5]
- Мерида